# Mwanza (vùng)
Mwanza là một vùng của Tanzania. Thủ phủ của vùng Mwanza đóng tại Mwanza. Vùng Mwanza có diện tích 19592 ki lô mét vuông. Đến thời điểm điều tra dân số ngày 25 tháng 8 năm 2002, vùng Mwanza có dân số 2942148 người.